# Готический дом (Новознаменка)
Готический дом — историческое здание на территории бывшей усадьбы Новознаменка, в юго-западной части Санкт-Петербурга. Дом построен в XIX веке, является памятником архитектуры федерального значения. Расположен по адресу: улица Чекистов, 13 / улица Пионерстроя, 2.

## История
Дом в готическом стиле был построен владельцем усадьбы Новознаменка, сенатором П. В. Мятлевым, который приобрёл её в 1829 году.
В здании имелись семь комнат на первом этаже и восемь на втором. Помещения, за исключением зала на втором этаже, не имели художественной отделки. Главный зал служил местом заседаний. В нём имелся нарядный лепной карниз, две оригинальных угловых изразцовых печи и старинный паркет, перенесённый из зала главного дома. В здании разместили библиотеку французских изданий объёмом 18 тысяч томов.
В 1888 году усадьба была приобретена в казну и передана в собственность Попечительства императрицы Марии Александровны о слепых, а в 1892 году здесь разместилась Городская больница-колония для душевнобольных. В Готическом доме находилась контора учреждения. После революции 1917 года она была закрыта, в усадьбе разместилась исправительно-трудовая колония. В годы Великой Отечественной войны здания усадьбы, включая Готический дом, пострадали. Восстановление сооружений по проекту архитектора М. М. Плотникова в послевоенное время коснулось исключительно внешнего облика. Внутреннее убранство и интерьеры были утрачены.
В 1990-х — 2000-х годах в здании располагался ресторан «Готический домик». В 2020-х годах здание отреставрировали и отремонтировали, передав его в пользование государственному культурно-досуговому центру «Красносельский». Для комплекса закуплено необходимое оборудование, музыкальные инструменты, в том числе рояль и цифровое пианино. Внутри оборудованы музыкальная гостиная, а также зал-трансформер, который может служить арт-пространством, концертным и выставочным залом. Для посетителей Готический дом открылся в 2023 году.

## Галерея

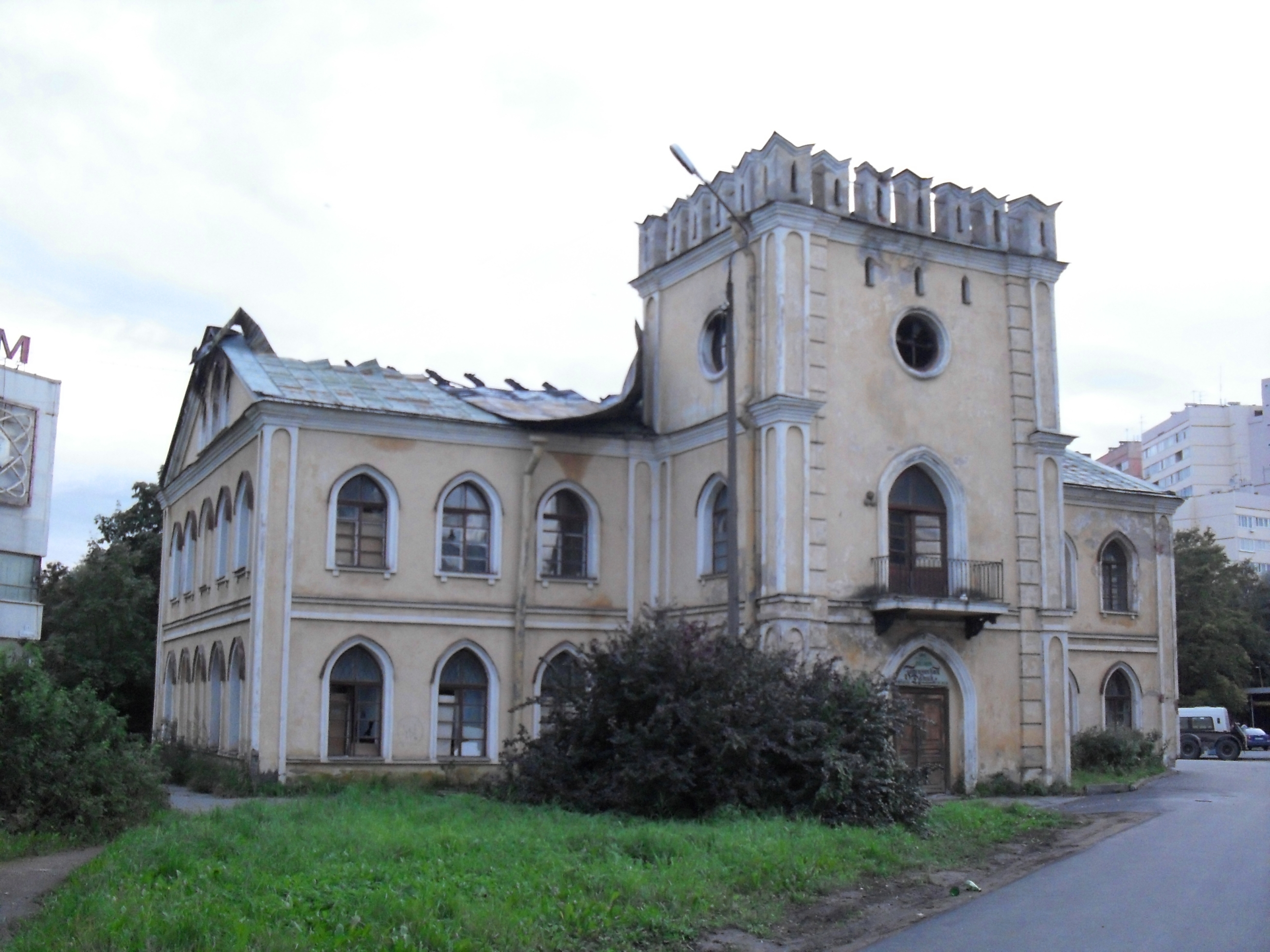
Состояние дома в 2011 году
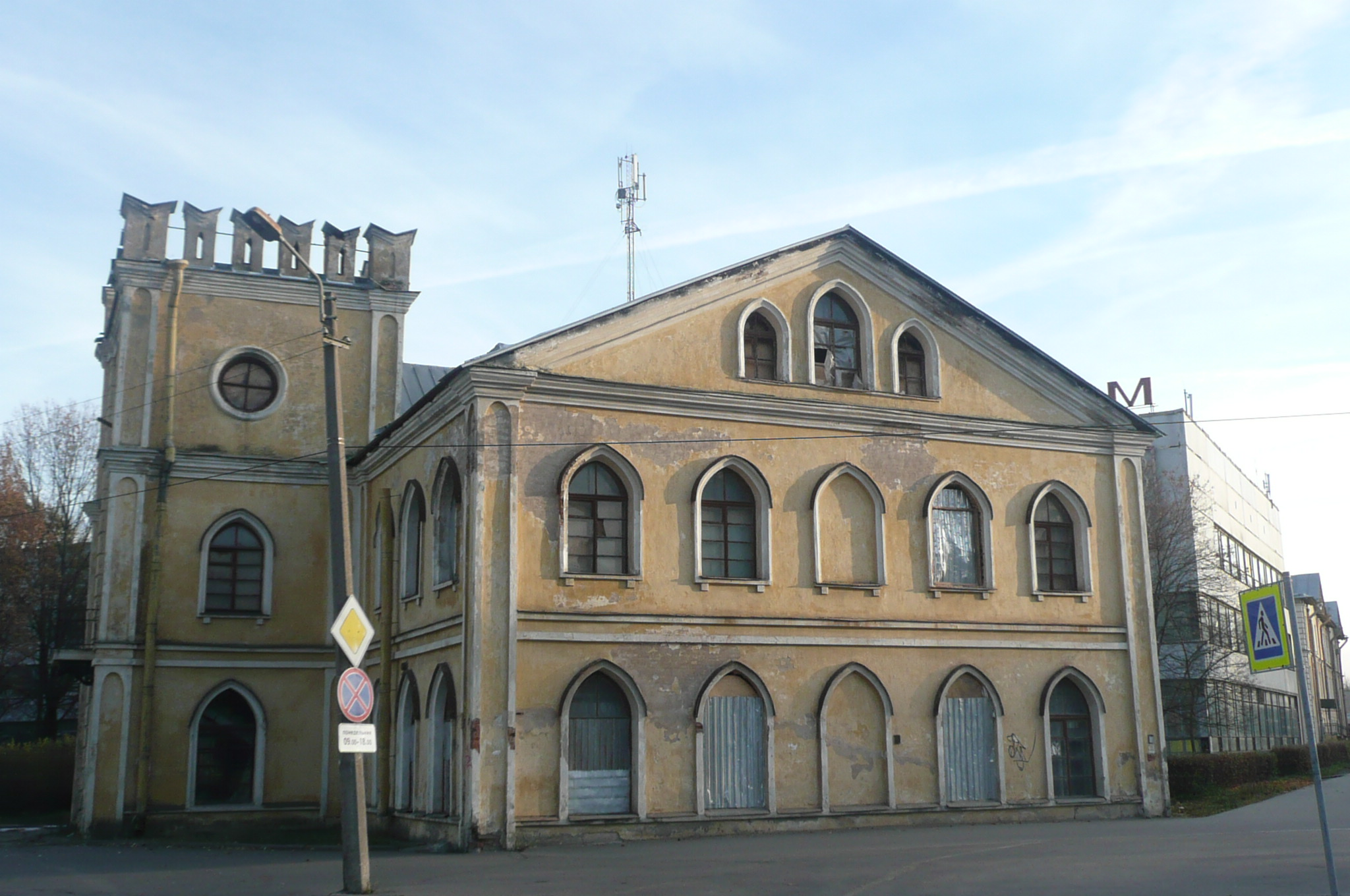
Состояние дома в 2014 году
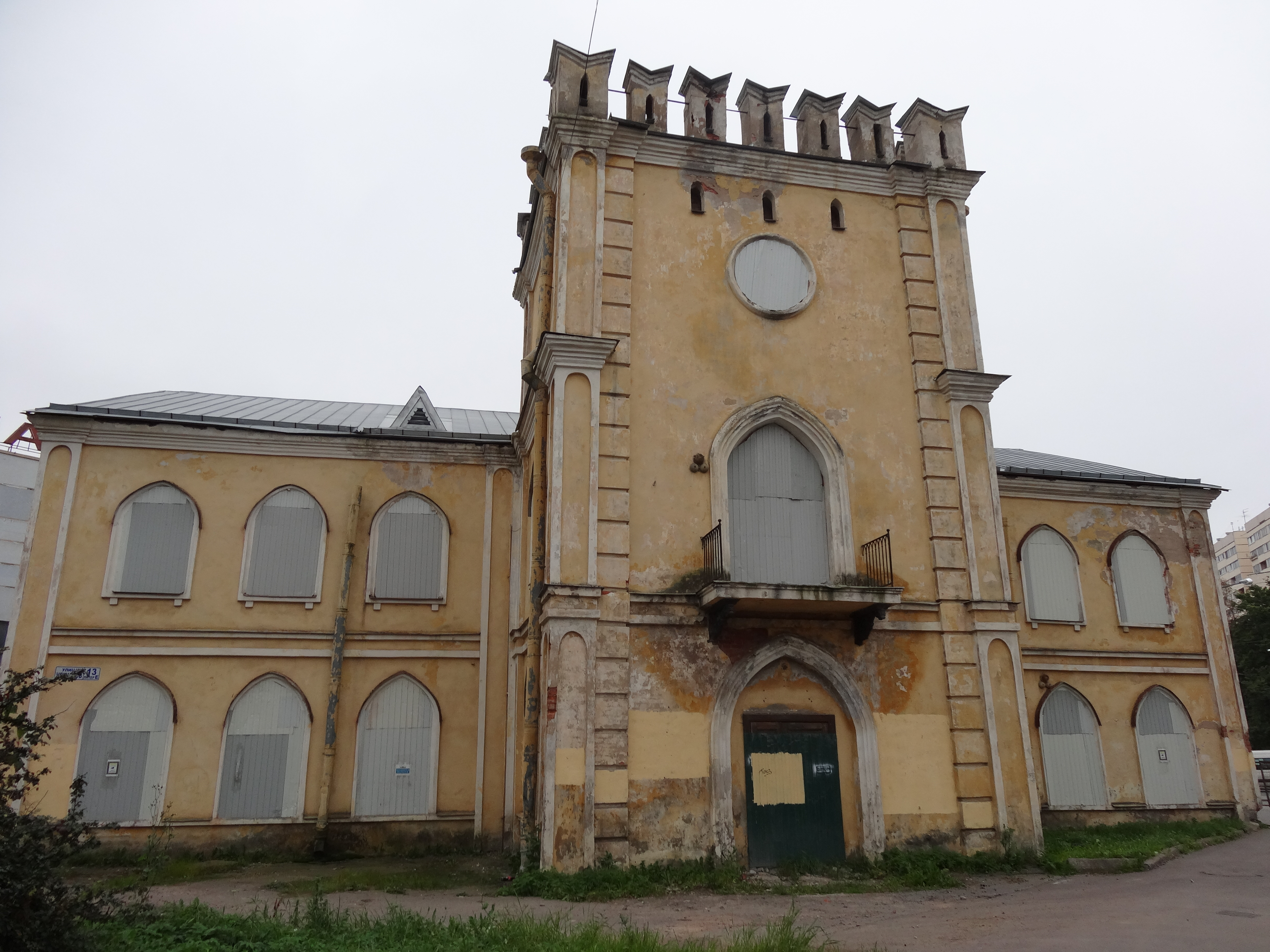
Здание во время проведения ремонтных работ в 2016 году
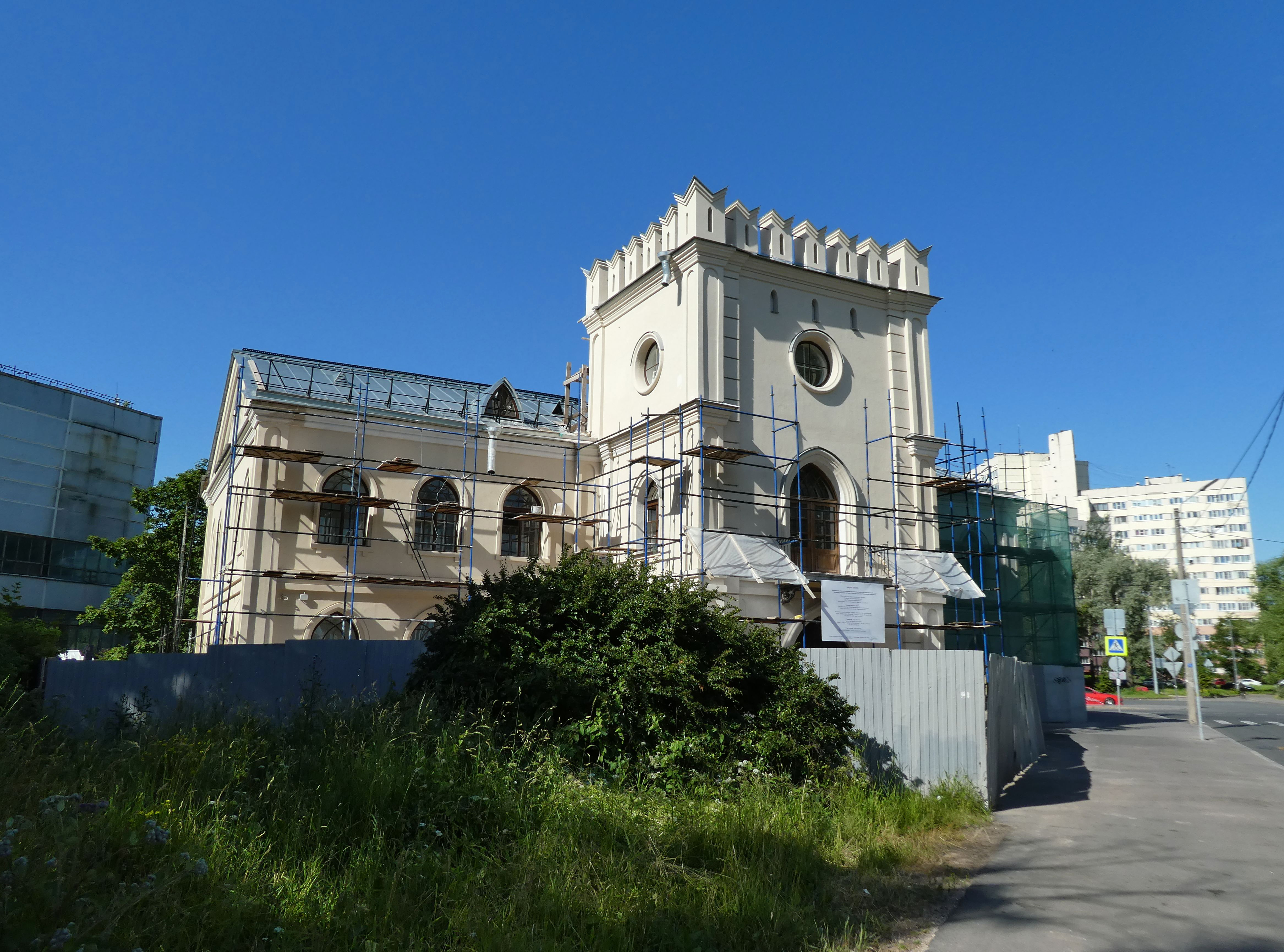
Здание во время проведения ремонтных работ в 2022 году